# 분수 (설비)

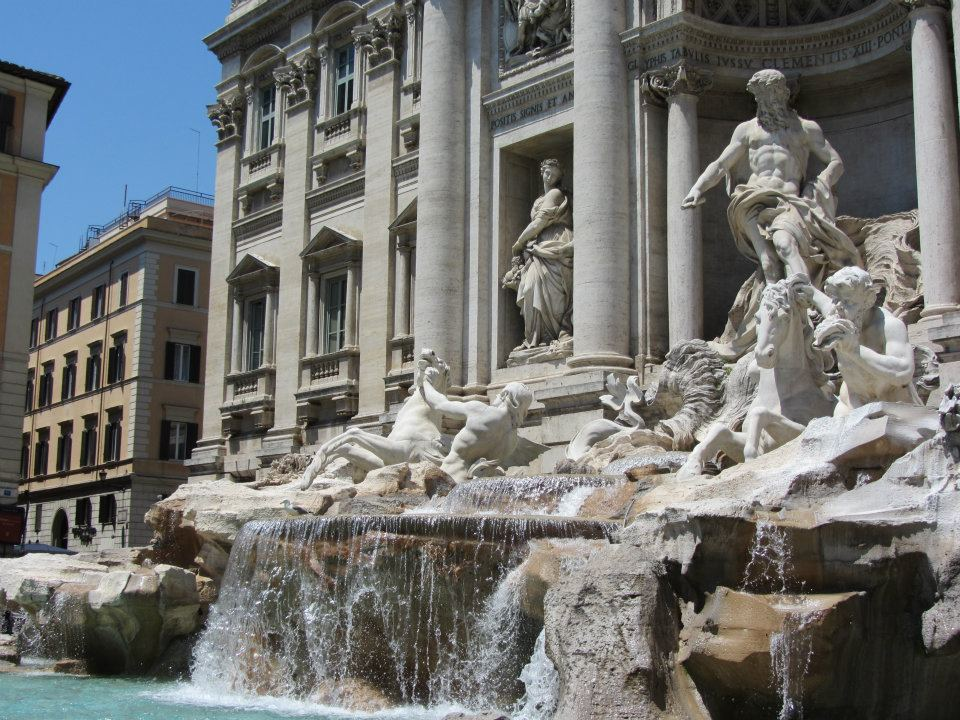
이탈리아 로마의 트레비 분수

분수(噴水, 영어: fountain)는 미관상의 아름다움을 위해 압력을 이용해 물을 뿜도록 만들어진 설비이다. 주로 공원이나 광장에 설치되며 호수나 강, 바다에도 설치된다.
분수는 원래 샘이나 호수에서 용수로로 도시, 마을에 연결되어 식수와 생활용수를 공급하는 기능을 했다. 19세기 후반까지 분수대는 저수지와 수로가 높은 위치에 있어야 작동했다.
또한, 분수는 정원이나 광장을 장식하는 용도로도 사용된다.
이탈리아에 있는 트레비 분수처럼 소원을 비는 의미로 분수에 동전을 던져 넣는 경우도 있다.

## 역사

### 고대의 분수

#### 고대 로마
고대 로마인들은 로마의 분수와 목욕탕에 물을 공급하기 위해 산속의 강과 호수에서 광범위한 수로 시스템을 건설했다. 로마 기술자들은 도시 전체에 물을 분배하기 위해 청동 대신 납 파이프를 사용했다. 폼페이 발굴 당시 거리를 따라 배치된 분수와 대야가 발견됐다.